# Westland Aircraft
La Westland Aircraft Ltd. era una azienda aeronautica britannica fondata nel periodo antecedente allo scoppio della seconda guerra mondiale su separazione dalla Petters Ltd, malgrado la sua data di costruzione di velivoli risalga al 1915. Dopo il primo periodo dove la produzione era incentrata su velivoli ad ala fissa, alla fine del conflitto si specializzò nella realizzazione di elicotteri. Grazie ad una successiva fusione con altre aziende britanniche del settore, nel 1961 cambiava la sua ragione sociale in Westland Helicopters consolidando la sua attività nei velivoli ad ala rotante. Dopo una serie di acquisizioni da parte di aziende aeronautiche britanniche, nel 2000 la fusione con l'italiana Agusta S.p.A. la proiettò tra le aziende multinazionali diventando AgustaWestland.

## Storia

### Fondazione
Nel 1915 la Petters Ltd., produttrice di grandi motori industriali, iniziò ad estendere la propria attività verso quella aeronautica, fondando la Westland Aircraft Works. In base ad una richiesta del governo britannico di dotare la propria aviazione di velivoli da guerra, analogamente ad altre aziende iniziò la produzione su licenza di 12 esemplari dell'idrovolante Short Type 184, seguito da un ordine di 20 Short Type 166. In seguito, durante lo svolgimento della prima guerra mondiale, le venne commissionato la realizzazione del multiruolo Sopwith 1½ Strutter e dei bombardieri Airco DH.4, DH.9, DH.9A e Vickers Vimy.
Grazie all'esperienza acquisita nella costruzione su licenza iniziò nel 1917 a progettare e realizzare aeromobili di propria produzione, facendo seguire al Westland N-1B i successivi Wagtail e Weasel del 1918.
Con la fine del conflitto la produzione venne indirizzata verso il mercato civile realizzando il trasporto Westland Limousine ed il Woodpigeon anche se il maggior successo commerciale del periodo continuava a risultare un velivolo ad uso militare, il multiruolo Wapiti. Nel 1935 la Petters decise di diversificare la sua produzione, dividendo il settore di produzione dei motori aeronautici da quello dei velivoli, fondando la Westland Aircraft Ltd., con sede a Yeovil, nella contea di Somerset, Inghilterra.

### Seconda guerra mondiale
Il bimotore Whirlwind è stato il primo caccia britannico dotato di armamento pesante. Più veloce di gran parte dei velivoli del periodo in dotazione alla RAF, il Whirlwind aveva delle buone potenzialità ma il progetto venne però vanificato da una serie di problemi legati alla motorizzazione Rolls-Royce Peregrine e venne prodotto in un limitato numero di esemplari. Sicuramente ebbero maggior successo il ricognitore Lysander e il caccia bimotore d'alta quota Welkin, quest'ultimo prodotto comunque in numero limitato in quanto la sua utilità venne meno per la difficoltà tecnologica da parte della Germania di produrre un ricognitore d'alta quota nella prima parte del conflitto.
Come negli anni durante il primo conflitto mondiale, la produzione continuò ad occuparsi di velivoli costruiti su licenza. Dopo che la fabbrica della Supermarine di Southampton venne colpita dagli attacchi dei bombardieri della Luftwaffe, una consistente parte della produzione degli Spitfire venne eseguita negli stabilimenti della Westland, tanto da risultare alla fine del conflitto la maggior produttrice del noto caccia. Al contributo dei progettisti dell'azienda si deve anche la sua versione navalizzata, il Supermarine Seafire.

### Il dopoguerra
Alla fine del conflitto l'azienda decise di abbandonare la produzione di velivoli ad ala fissa in favore di quella ad ala rotante, acquisendo la possibilità di realizzare su licenza alcuni modelli della statunitense Sikorsky Aircraft Corporation. L'allora capo progettista Teddy Petter, non ritenendosi in linea con la nuova direzione intrapresa dall'azienda, lasciò la Westland ed entrò nella English Electric.
La produzione iniziò con il Sikorsky S-51 al quale venne assegnata la nuova denominazione aziendale di Westland Dragonfly. Il Dragonfly volò per la prima volta nel 1948 per entrare in servizio con la Fleet Air Arm (la divisione aerea della Royal Navy) e la RAF nel 1953. Ne venne anche sviluppata una nuova versione, il Widgeon, che però non ebbe lo stesso successo. Al contrario ebbero successo altre due versioni autoctone sviluppate a partire dal disegno originale statunitense, il Whirlwind, derivato dal Sikorsky S-55, ed il Wessex, derivato dal Sikorsky S-58 dal quale si differenziava essenzialmente per la rimotorizzazione con un turboalbero in luogo dell'originale motore radiale Wright R-1820.
Eric Mensforth, a capo della Westland Aircraft Ltd. dal 1953 al 1968, iniziò sotto la sua presidenza che lo vide protagonista di un importante ulteriore sviluppo, grazie anche a decisioni intraprese a livello politico. Nel periodo dal 1959 al 1961, il governo britannico impose di riunire le allora 20 aziende aeronautiche nazionali in tre soli gruppi, di cui due, la British Aircraft Corporation e la Hawker Siddeley Group, che dovevano occuparsi dei progetti dei velivoli ad ala fissa, il terzo, risultato della unione della divisione elicotteri della Bristol, della Fairey e della Saunders-Roe (con i loro hovercraft) che andarono a formare nel 1961, insieme alla Westland, la Westland Helicopters.
In conseguenza della fusione, la Westland ereditò il progetto dell'elicottero Saro Skeeter, uno sviluppo dello Skeeter (il P531) e l'elicottero composito (o girodina) Fairey Rotodyne. La Westland in quel periodo stava sviluppando il Westland Westminster, un elicottero pesante con motori a turbina, ma il progetto del Rotodyne si rivelò più evoluto per il trasporto di carichi pesanti e la Westland abbandonò il Westminster del quale esistevano solo due prototipi.
La nuova società continuò a produrre su licenza il Sea King della Sikorsky ed il Sioux dalla Bell, ma nel contempo portò avanti la produzione di propri progetti: il Westland Scout e la sua variante navale il Westland Wasp derivati entrambi dal P.531 ed entrambi ritenuti interessanti sia dalla RAF che dalla Royal Navy.
Nei tardi anni sessanta, la Westland avviò una collaborazione con l'industria elicotteristica francese Aérospatiale che portò alla progettazione in comune di tre nuovi elicotteri, l'Aérospatiale Puma, l'Aérospatiale Gazelle e il Westland Lynx, quest'ultimo prevalentemente un progetto Westland.
Nel 1970 Westland perfezionò ulteriormente la concentrazione nelle sue mani dell'industria elicotteristica nazionale, acquisendo i suoi partner della British Hovercraft Corporation
Per molti anni la Westland possedette il principale eliporto di Londra a Battersea.

## Il declino

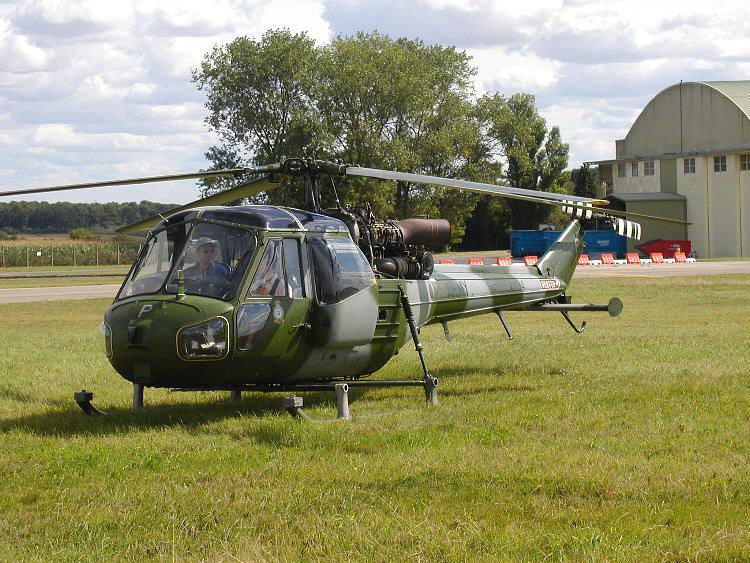
Westland Scout AH.1 (XV134) ex militare ora di proprietà privata

Nonostante il supporto delle forze politiche britanniche, la società lentamente precipitò in una crisi economica dovuta a mancanza di profitti. La Sikorsky si propose per rilevare la società nel 1985 e salvarla. Si venne a creare una spaccatura nel gabinetto inglese che portò alle dimissioni dell'allora Segretario alla Difesa Michael Heseltine nel gennaio 1986 espressamente per la scelta impostagli di mantenere un'unica azienda nazionale di costruzione di elicotteri. La vicenda divenne nota come l'affare Westland e il dibattito fu incentrato circa la opportunità di perseguire un ulteriore accordo con partner europei o accettare l'offerta della società americana. Alla fine, l'unione con la Sikorsky fu accettata.
Nel 1995, l'esercito inglese aggiudicò una fornitura di 67 elicotteri d'attacco alla Boeing con il suo modello AH-64 Apache. La Westland fu incaricata di costruire su licenza gli elicotteri in una versione con motori inglesi Rolls-Royce RTM322 e rinominata Westland WAH-64. Gli Apache inglesi, dopo il primo esemplare consegnato nel 2000, sono entrati in pieno servizio operativo nel 2005.
Alcuni elicotteri Whirlwind e Wessex equipaggiano il 32° Squadron della RAF che si occupa del trasporto dei reali inglesi.
La GKN plc diventò proprietaria della Westland nel 1988, acquisendo inizialmente lo stock di azioni possedute dalla Hanson plc e subito in seguito acquisendo le quote possedute dalla Fiat, ottenendo come esito il controllo assoluto dell'azienda. Nel 1994 la Westland divenne una sussidiaria di proprietà della GKN. Dal 1999 al 2004 la Westland si unì alla Agusta in una joint venture che terminò quando Finmeccanica strinse un accordo per l'acquisizione del pacchetto azionario della GKN. Il 26 maggio 2004 la Westland si fuse nella AgustaWestland di proprietà di Leonardo (nome assunto da Finmeccanica dal 2017) che l'ha inglobata nel 2015.
.

## Velivoli prodotti

### Aerei

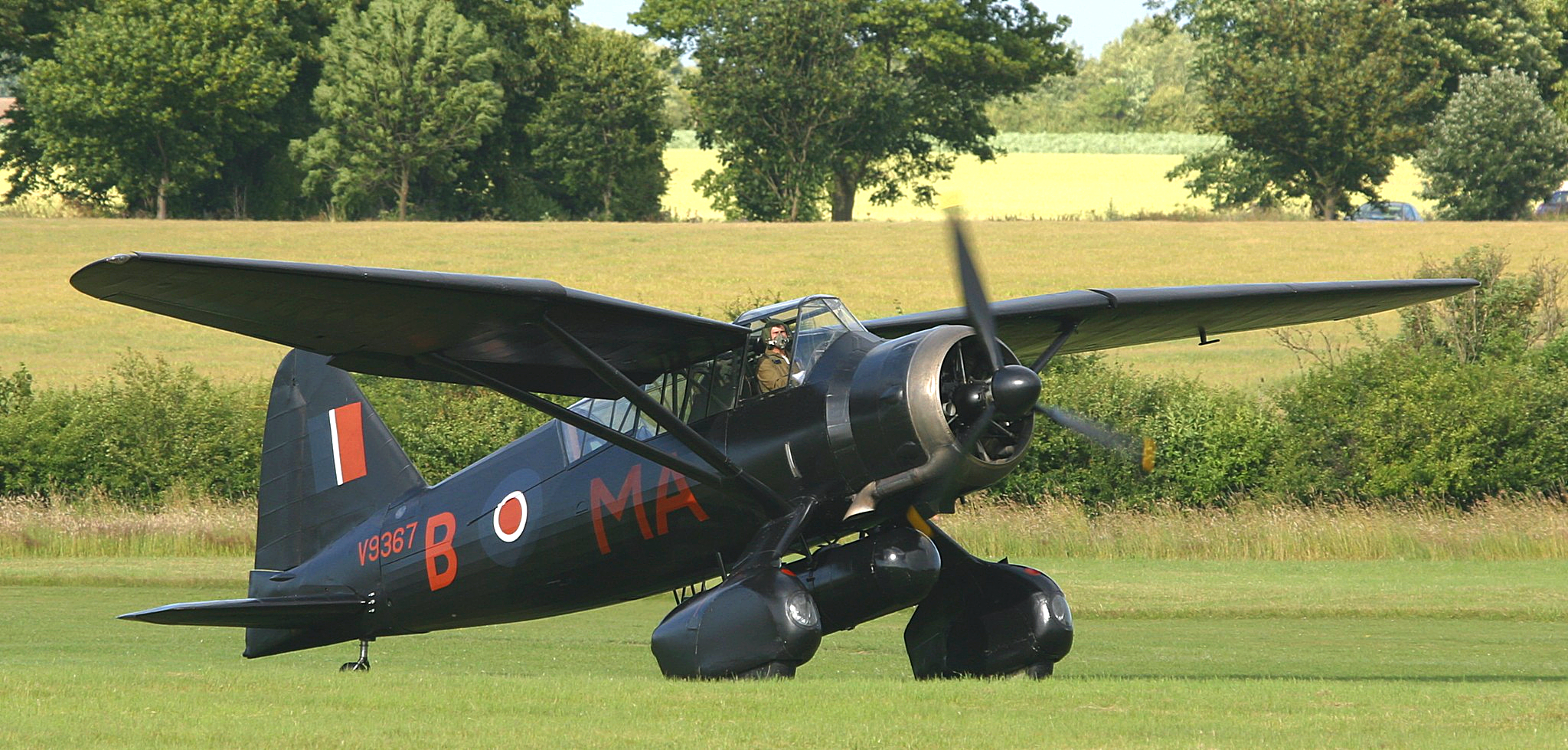
Un Lysander ancora in condizioni di volo

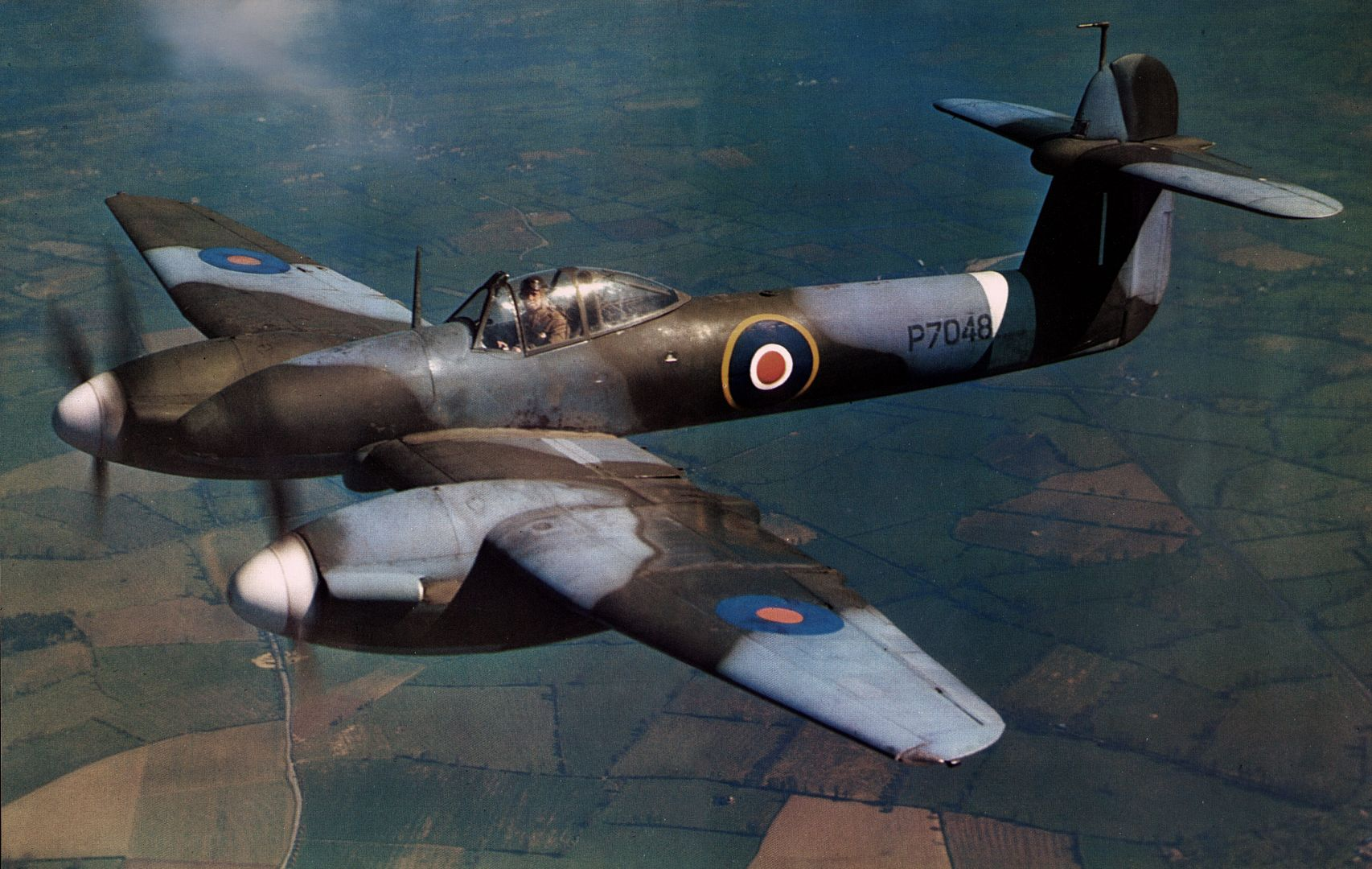
Un Whirlwind in volo, in una rara foto a colori della seconda guerra mondiale

- Westland N.1B
- Westland Wagtail
- Westland Weasel
- Westland Limousine
- Westland Walrus
- Westland Dreadnought
- Westland Woodpidgeon
- Westland Widgeon
- Westland Yeovil
- Westland Wizard
- Westland Westbury
- Westland Wapiti
- Westland Witch
- Westland-Hill Pterodactyl
- Westland Interceptor
- Westland IV and Wessex
- Westland C.O.W. Gun Fighter
- Westland Wallace
- Westland PV-3 (Houston-Westland)
- Westland PV-6 (Houston-Wallace)
- Westland PV-7
- Westland F.7/30
- Westland Lysander
- Westland Whirlwind
- Westland Welkin
- Westland Wyvern

### Elicotteri
- Westland Dragonfly
- Westland Whirlwind
- Westland Widgeon
- Westland Wessex

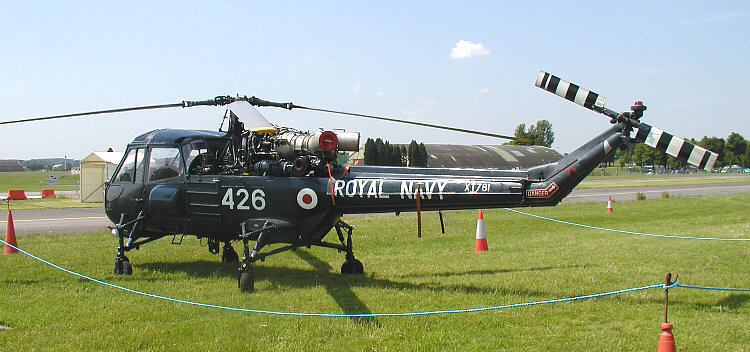
Un Westland Wasp HAS.1.

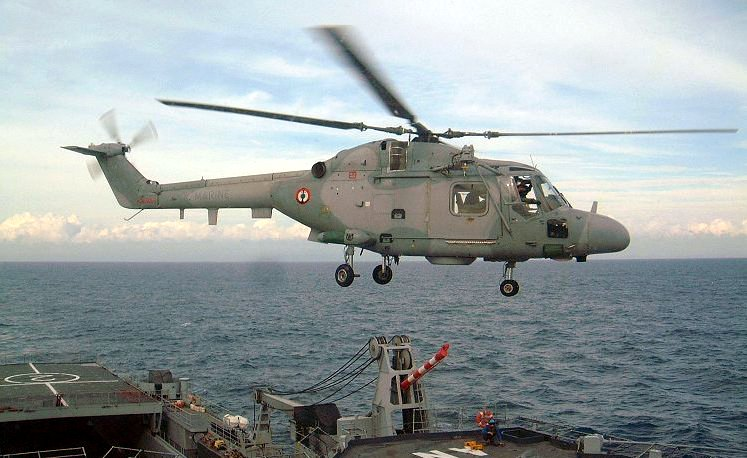
un Lynx della Marine nationale francese decolla dalla Ouragan il 20 novembre 2002

- Westland Westminster (1958) - rimasto allo stadio progettuale
- Westland Scout
- Westland Wasp
- Westland Sioux
- Westland Sea King
- Westland Puma
- Westland Gazelle
- Westland Lynx
- Westland 30
- Westland Merlin
- Westland Apache